# Alinghi
Alinghi est un syndicat suisse de course à la voile, ayant remporté la Coupe de l'America en 2003 à Auckland et en 2007 à Valence (en tant que defender). Son propriétaire est l'homme d'affaires Ernesto Bertarelli. Depuis la fin de son engagement dans l'America's Cup, l'équipe Alinghi s'est engagée sur divers circuits monotypes en multicoques (Décision 35, Extreme Sailing Series, GC32 Racing Tour).

## Historique
Grand passionné de voile, Ernesto Bertarelli désire gagner la Coupe de l'America. En 2000, il se déplace en Nouvelle-Zélande pour assister au triomphe de Team New Zealand sur les Italiens de Luna Rossa par 5-0. Il est très impressionné par la qualité des marins néo-zélandais et surtout par leur barreur Russell Coutts. Peu après la victoire de Team New Zealand, des tensions apparaissent au sein de l'équipe et plusieurs membres décident de quitter le projet. Russel Coutts se rapproche de Bertarelli et ce dernier l'engage, ainsi que toute la cellule arrière de TNZ, celle-là même qui avait triomphé lors des deux précédentes éditions.
Les bateaux personnels d'Ernesto Bertarelli portent également le nom d'Alinghi. Il avait l'habitude d'employer ce terme avec sa sœur lorsqu'ils étaient enfants.

## Coupe de l'America 2003

### Les bateaux

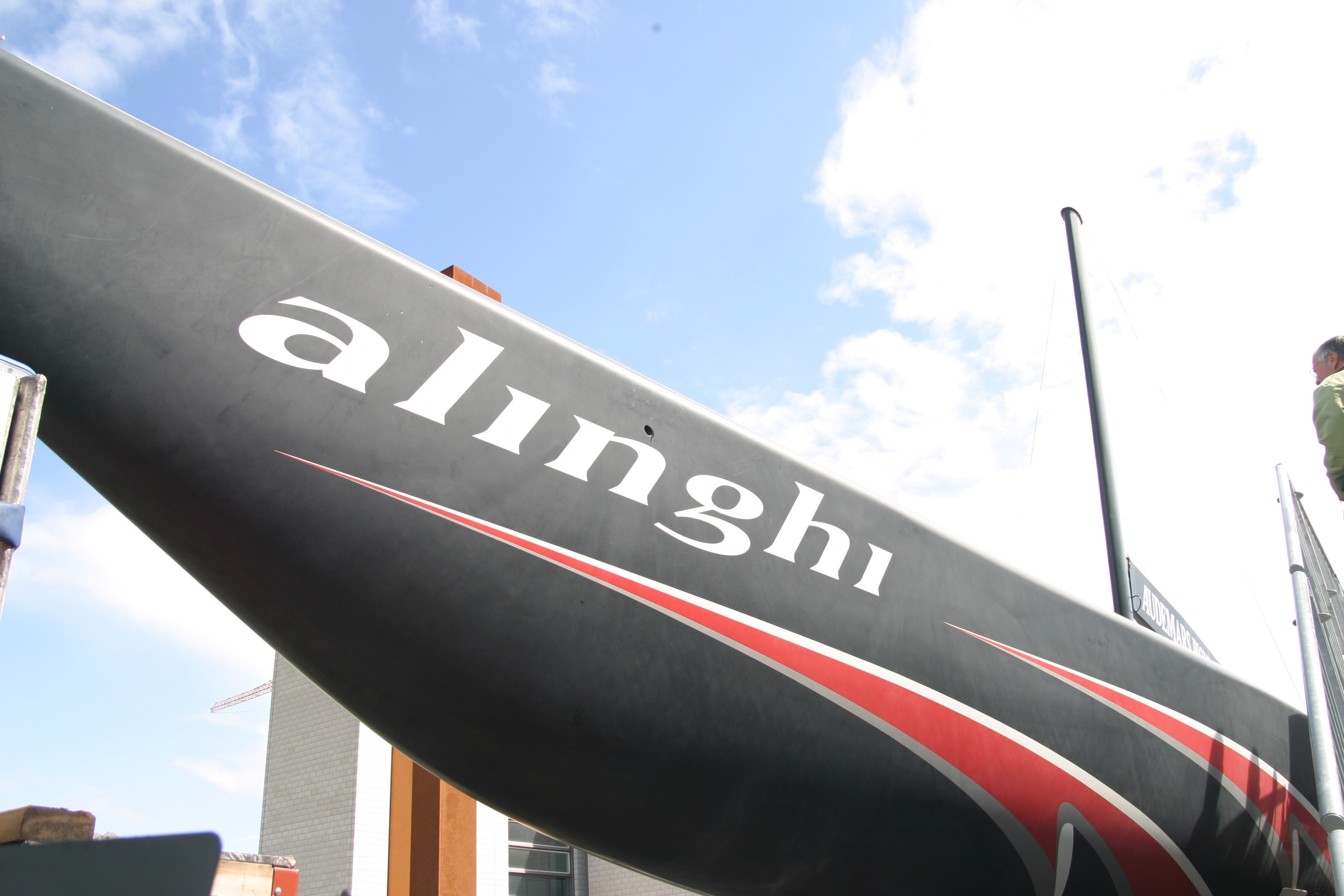
SUI75 en exposition à l'EPFL.

Dessinés par l'architecte hollandais Rolf Vrolijk, les bateaux ont été conçus en étroite collaboration avec l'École polytechnique fédérale de Lausanne (EPFL). Ils ont été fabriqués par l'entreprise Décision basée à Écublens, sur les bords du lac Léman. SUI-64 et SUI-75  ont été les deux bateaux de la campagne 2003. Ils ont démontré des qualités entre autres dans la remontée au vent, mais surtout une fiabilité qui a souvent fait défaut à leurs concurrents directs. Le bateau est conçu en deux parties longitudinales, collées ensemble de l'avant jusqu'à l'arrière, donnant une grande rigidité à la structure. Les deux bateaux ont subi les modifications nécessaires afin de les adapter à la nouvelle jauge 5.0 des Class America. Ces deux bateaux ont été remplacés par les nouveaux bateaux SUI-91 et SUI-100 ayant participé à la Coupe en 2007.
Alinghi 5 est le catamaran, lui aussi dessiné par Rolf Vroljk, qui a perdu la coupe de l'America 2010 face à USA 17.

### L'équipe
Bertarelli a engagé le skipper Russell Coutts qui a gagné les deux précédentes éditions en 1995 et 2000 avec le syndicat de la Nouvelle-Zélande. Coutts a fait venir avec lui plusieurs navigateurs néo-zélandais dans l'équipage suisse, ce qui a déclenché une vive campagne patriotique en Nouvelle-Zélande pendant la compétition.

### Compétition
Le syndicat n'a pas eu trop de problème pour remporter la Coupe Louis-Vuitton 2003. Il a donc été opposé au tenant du titre, le Team New Zealand, en finale de la Coupe de l'America. Le défi suisse remporte la compétition par 5 à 0.

### Réactions après la victoire
En Suisse, la victoire d'Alinghi a créé un plus fort engouement pour la voile. Le défi suisse a également reçu le prix de l'équipe de l'année 2003 en Suisse.

## Coupe de l'America 2007
En tant que tenant du titre, Alinghi doit déterminer le lieu de la prochaine compétition. La Suisse n'ayant pas d'accès direct à la mer, la ville de Valence a été désignée pour accueillir l'édition 2007. Les autres villes candidates étaient Marseille, Palma de Majorque, Lisbonne et Naples.
En juillet 2004, et à la suite de plusieurs divergences d'opinions avec le propriétaire Ernesto Bertarelli, le skipper Russell Coutts a été licencié.
La collaboration avec l'EPFL a été maintenue pour l'édition 2007. Les deux bateaux SUI-91 et SUI-100 ont été fabriqués par l'entreprise Décision SA basée à Corsier-sur-Vevey, sur les bords du lac Léman, puis transporté en camion depuis la Suisse jusqu'à Valence.
SUI-64, bateau vainqueur de la Coupe de l'America 2003, est toujours exposé au public sur la base Alinghi à Valence. Quant à SUI-75, après avoir été exposé à l'America's Cup Park de Valence, il a été vendu en mai 2007 au challenge britannique TeamOrigin.

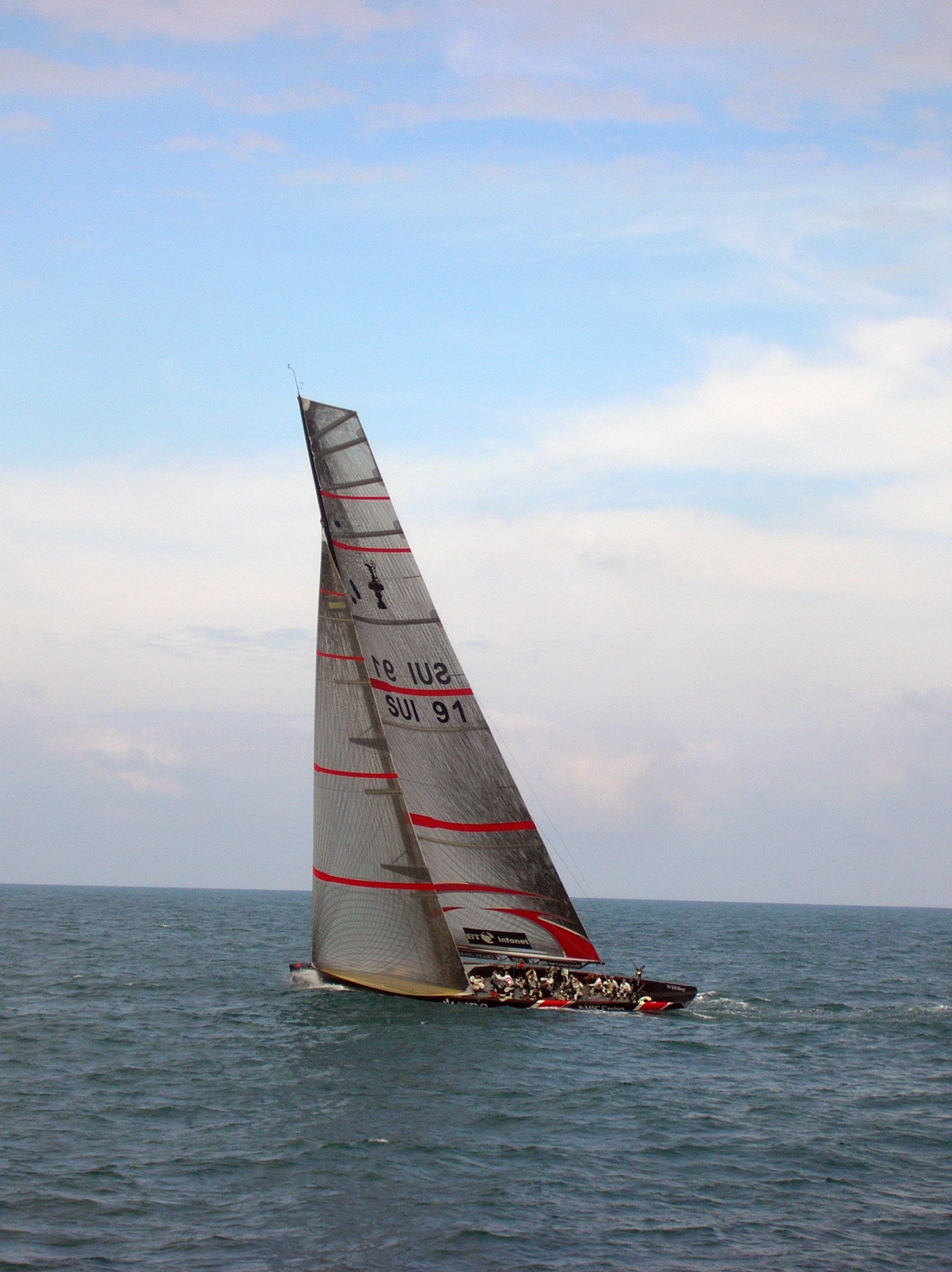
SUI 91 lors d'un entraînement à Valence
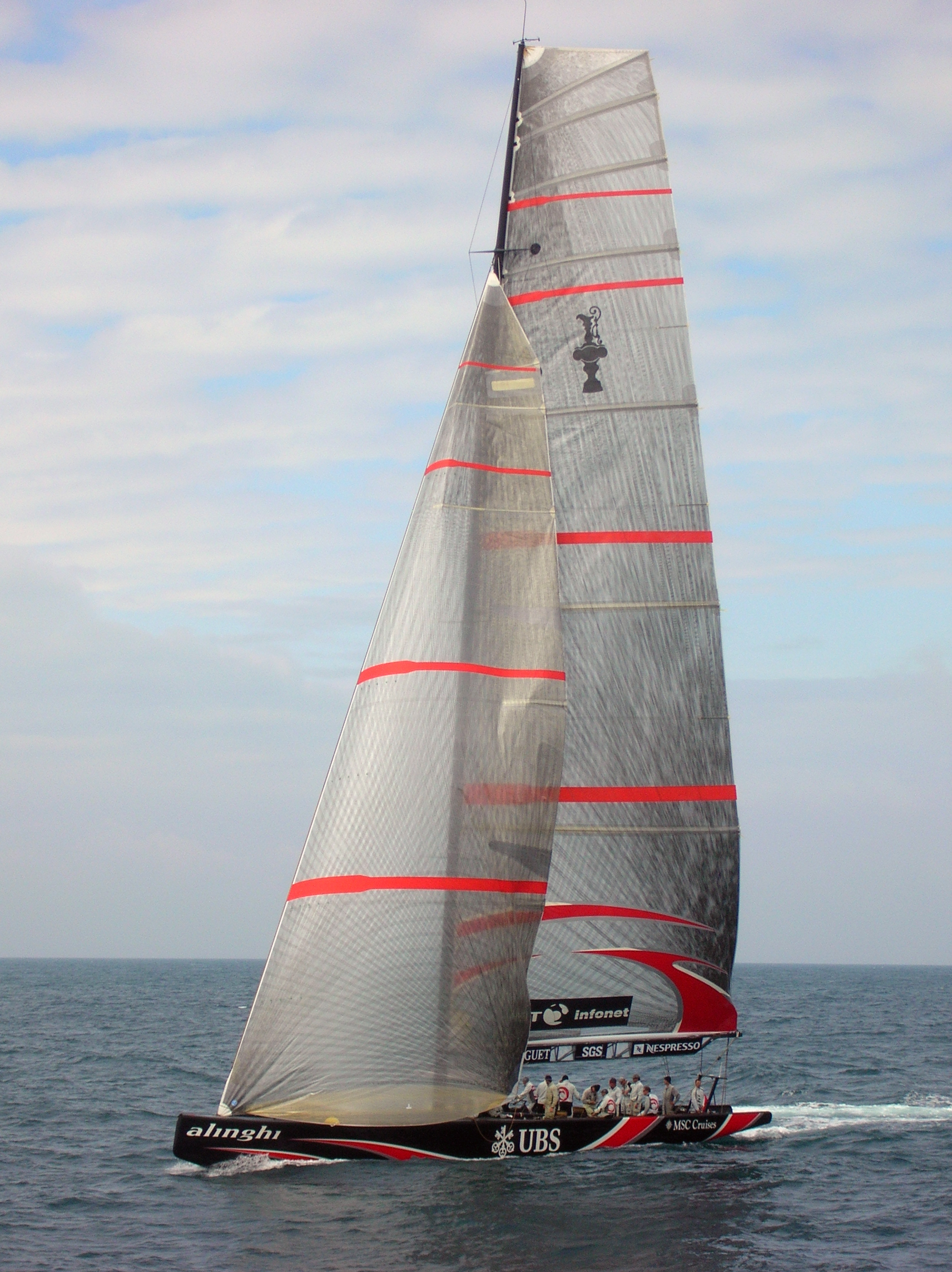
SUI 100 (voile non numérotée) lors d'un entraînement à Valence
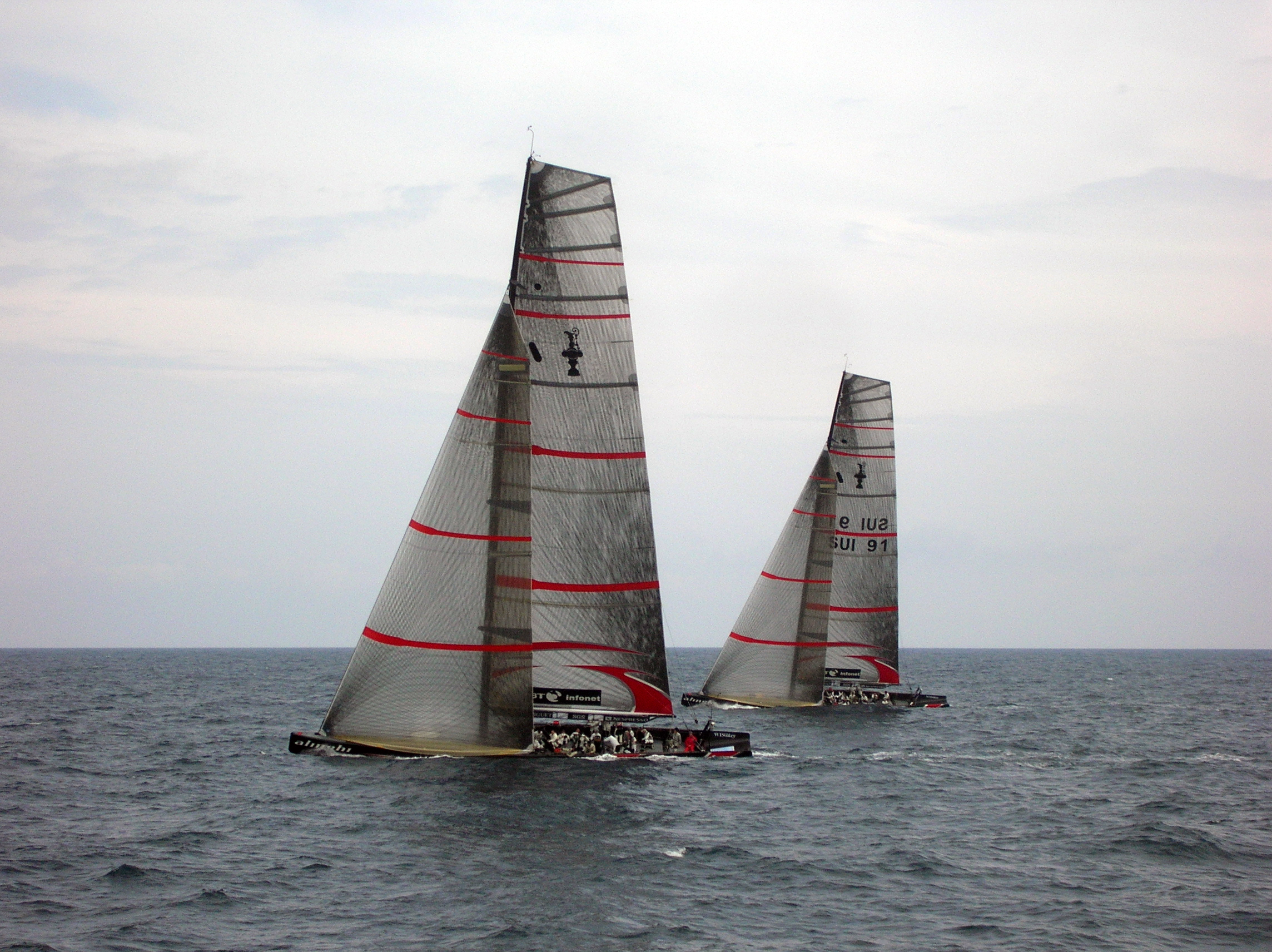
SUI 91 et SUI 100 lors d'un entraînement à Valence

### Match de la Coupe de l'America 2007
| Bateau bleu               | Bateau bleu               | Bateau jaune | Bateau jaune              | Départ | Départ | 1re Bouée | 1re Bouée | 2e Bouée | 2e Bouée | 3e Bouée | 3e Bouée | Arrivée | Arrivée |
| ------------------------- | ------------------------- | ------------ | ------------------------- | ------ | ------ | --------- | --------- | -------- | -------- | -------- | -------- | ------- | ------- |
| Régate 1 - 23 juin 2007   |                           |              |                           |        |        |           |           |          |          |          |          |         |         |
| SUI 100                   | Alinghi                   | NZL 92       | Emirates Team New Zealand |        | 00:01  |           | 00:13     |          | 00:20    |          | 00:14    |         | 00:35   |
| Régate 2 - 24 juin 2007   |                           |              |                           |        |        |           |           |          |          |          |          |         |         |
| NZL 92                    | Emirates Team New Zealand | SUI 100      | Alinghi                   |        | 00:03  |           | 00:19     |          | 00:13    |          | 00:15    |         | 00:28   |
| Régate 3 - 26 juin 2007   |                           |              |                           |        |        |           |           |          |          |          |          |         |         |
| SUI 100                   | Alinghi                   | NZL 92       | Emirates Team New Zealand |        | 00:08  |           | 01:23     |          | 01:02    |          | 00:15    |         | 00:25   |
| Régate 4 - 27 juin 2007   |                           |              |                           |        |        |           |           |          |          |          |          |         |         |
| NZL 92                    | Emirates Team New Zealand | SUI 100      | Alinghi                   |        | 00:01  |           | 00:20     |          | 00:34    |          | 00:25    |         | 00:30   |
| Régate 5 - 29 juin 2007   |                           |              |                           |        |        |           |           |          |          |          |          |         |         |
| SUI 100                   | Alinghi                   | NZL 92       | Emirates Team New Zealand |        | 00:05  |           | 00:12     |          | 00:26    |          | 00:24    |         | 00:19   |
| Régate 6 - 30 juin 2007   |                           |              |                           |        |        |           |           |          |          |          |          |         |         |
| NZL 92                    | Emirates Team New Zealand | SUI 100      | Alinghi                   |        | 00:00  |           | 00:14     |          | 00:11    |          | 00:16    |         | 00:28   |
| Régate 7 - 3 juillet 2007 |                           |              |                           |        |        |           |           |          |          |          |          |         |         |
| SUI 100                   | Alinghi                   | NZL 92       | Emirates Team New Zealand |        | 00:00  |           | 00:07     |          | 00:14    |          | 00:12    |         | 00:01   |

|                           | Régate 1 | Régate 2 | Régate 3 | Régate 4 | Régate 5 | Régate 6 | Régate 7 |       |
| Équipe                    | 23.06    | 24.06    | 26.06    | 27.06    | 29.06    | 30.06    | 03.07    | Total |
| ------------------------- | -------- | -------- | -------- | -------- | -------- | -------- | -------- | ----- |
| Alinghi                   | 1        | 0        | 0        | 1        | 1        | 1        | 1        | 5     |
| Emirates Team New Zealand | 0        | 1        | 1        | 0        | 0        | 0        | 0        | 2     |

Alinghi gagne sa 5e régate d'une seule seconde et emporte la 32e Coupe de l'America. La Suisse devient le 3e pays de l'histoire à avoir gagné puis défendu avec succès la coupe, après les États-Unis et la Nouvelle-Zélande.

## Coupe de l'America 2013
En novembre 2010, Alinghi annonce qu'ils ne participeront pas à l'édition 2013 de la Coupe de l'America.

## Coupe de l'America 2024
Le 14 décembre 2021, lors d'une conférence de presse organisée à la Société Nautique de Genève, Ernesto Bertarelli et Hans-Peter Steinacher ont annoncé une association avec la marque Red Bull et la création d'une nouvelle équipe qui prendra le départ de la Coupe de l'America 2024.

## Équipage
L'équipage en 2019 est constitué de 4 personnes :
|                     | Rôle GC32                      | Rôle D35 / TF35            |
| ------------------- | ------------------------------ | -------------------------- |
| Ernesto Bertarelli  | Skipper                        | Skipper                    |
| Arnaud Psarofaghis  | Co-skipper                     | Régleur de grand-voile     |
| Nicolas Charbonnier | Tacticien                      | Tacticien                  |
| Timothé Lapauw      | Embraqueur et régleur de foils |                            |
| Bryan Mettraux      | Régleur des voiles d'avant     | Régleur des voiles d'avant |
| Yves Detrey         | Numéro 1                       | Numéro 1                   |
| Nils Frei           | Coach et remplaçant            | Régleur des voiles d'avant |
| David Niklès        | Préparateur                    | Préparateur                |
| João Cabeçadas      | Préparateur/Gréeur             | Préparateur/Gréeur         |
| Coraline Jonet      | Communication                  | Communication              |
| Pierre-Yves Jorand  | Directeur d'équipe             | Directeur d'équipe         |

## Sponsors
Omega et Pelle P sont les partenaires actuels de l'équipe. Alinghi court sous les couleurs de la Société nautique de Genève.

## Honneur
L'astéroïde (214136) Alinghi porte son nom.